# Kretowiec samotny
Kretowiec samotny (Mogera uchidai) – gatunek ssaka z rodziny kretowatych (Talpidae).
Jest gatunkiem endemicznym występującym wyłącznie na jednej małej, bezludnej wyspie Uotsuri-shima należącej do Wysp Senkaku wchodzących w skład japońskiego archipelagu Riukiu. Jest narażony na wyginięcie ze względu na skrajnie niewielki obszar zajmowany oraz obecność na wyspie dzikich kóz introdukowanych przez człowieka.